# Son frère
Son frère is een Franse film van Patrice Chéreau uit 2003.

## Samenvatting
Thomas woont in Parijs en heeft een ongeneeslijke ziekte die zijn bloedplaatjes vernietigt. Ten einde raad gaat hij op een avond langs bij zijn broer Luc, die hij al lange tijd niet meer gezien heeft, om hem de ernst van ziekte mee te delen. Beide mannen praten eindelijk met elkaar. Thomas toont zich geïnteresseerd in het privéleven van Luc, die homoseksueel is. Claire, de vriendin van Thomas, verdraagt de ziekte niet langer en weigert Thomas nog te zien. De twee mannen besluiten vervolgens om terug te keren naar het huis van hun kindertijd op het eiland Ré.

## Rond de film
Het scenario is van Patrice Chéreau en Anne-Louise Trividic, naar de roman "Son frère" van Philippe Besson.

## Rolverdeling
- Bruno Todeschini : Thomas
- Éric Caravaca : Luc
- Nathalie Boutefeu : Claire
- Maurice Garrel : oude man
- Catherine Ferran : hoofdgeneesheer
- Antoinette Moya : moeder
- Robinson Stévenin : Manuel
- Fred Ulysse : vader
- Pascal Greggory : arts
- Sylvain Jacques : Vincent

## Césars2004
- 1 nominatie (Bruno Todeschini voor beste acteur)